# Chickkakarapanahalli, Bangarapet
Chickkakarapanahalli là một làng thuộc tehsil Bangarapet, huyện Kolar, bang Karnataka, Ấn Độ.